# Metro v Soulu
Soulské metro je podzemní dráha v jihokorejském hlavním městě Soulu. Denně přepraví až 8 milionů cestujících. Celková délka všech 19 linek je něco okolo 287 kilometrů. Od roku 2005 metro obsluhuje provincie Čhonam a Čungnam. Okolo 70 procent délky metra se nachází pod povrchem. Zbylých 30 procent metra vede po povrchu.

## Historie
Metro bylo otevřeno v roce 1974. Tehdy dráhu provozovala společnost Korail. V 70. a 80. letech dvacátého století byly otevřeny linky 2, 3 a 4. Dnes metro zajišťuje společnost SMRT. V současné době má metro 8 linek.

## Zatížení
Soulské metro patří mezi nejzatíženější metra na světě. Denně přepraví až 8 milionů cestujících.

## Ochrana před sebevraždami
Zřizovatel soulského metra nechal do všech stanic nainstalovat skleněné zábrany, které mají sloužit proti sebevraždám, kterých se v jižní Koreji děje mnoho. Jižní Korea dokonce patří mezi země s největším počtem sebevražd na světě. Zábrany mají skleněné dveře, které se otevřou společně s dveřmi vlaku, když souprava zastaví ve stanici.

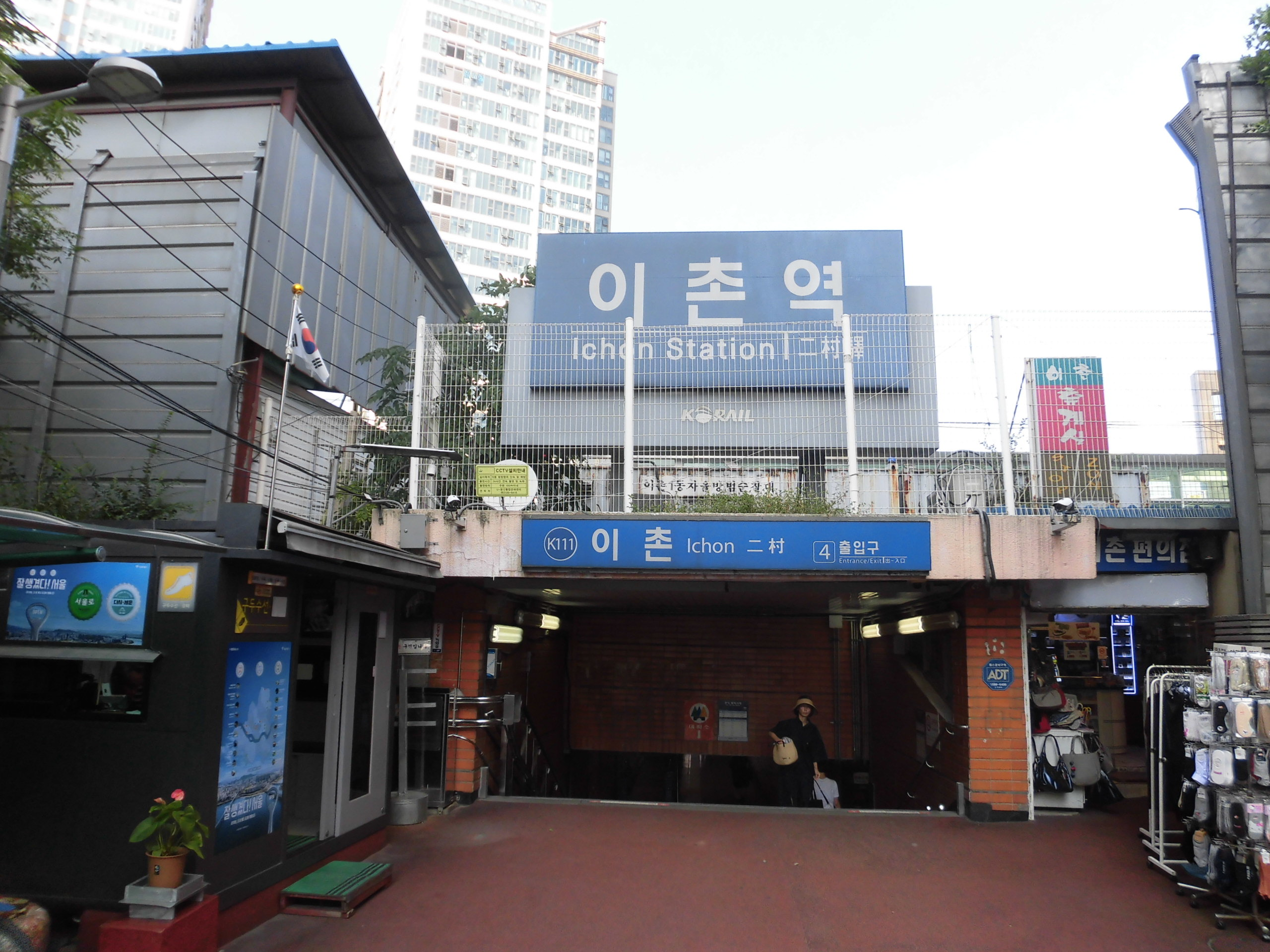
Stanice soulského metra
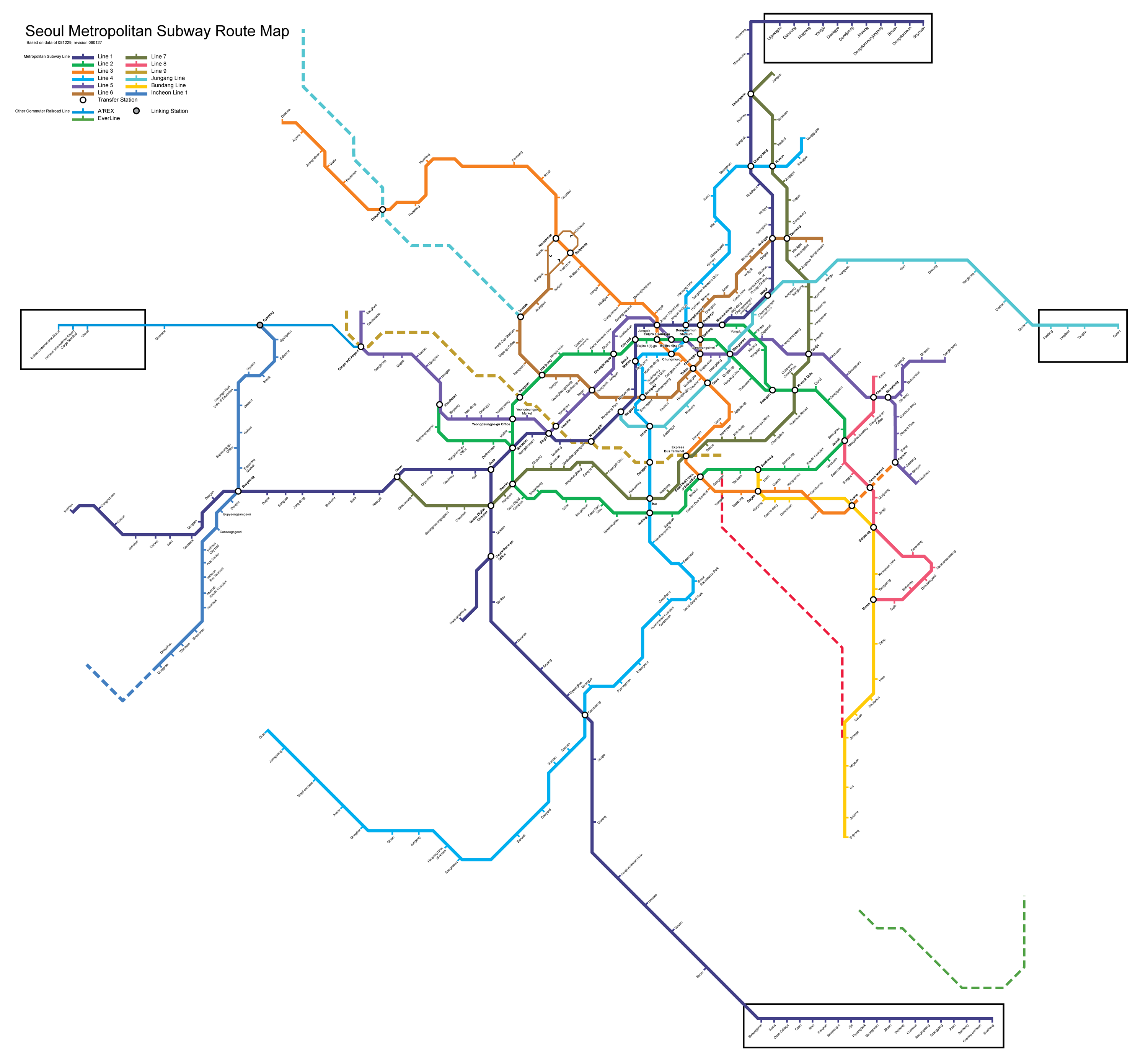
Mapa soulského metra